# Theodorusstichting (gebouw)
Het gebouw van de Theodorusstichting was het parochiehuis aan de Westhaven 33 in de Nederlandse stad Gouda.
In 1906 brandde de woning van de Ouderkerkse steenfabrikant, Hogendijk van Capelle, aan de Westhaven in Gouda af. De bewoner wist met zijn gezin het vege lijf te redden. Het kerkbestuur van de rooms-katholieke Onze Lieve Vrouwekerk aan de Kleiweg kocht de woning en bouwde daar een parochiehuis, de Sint-Theodorusstichting. Aanvankelijk was dit gebouw het onderkomen voor de rooms-katholieke militaire vereniging. In de loop der tijd vonden diverse rooms-katholieke verenigingen hier onderdak. De promotor en stichter van het gebouw was de Goudse pastor en deken P.C.Th. Malingré. Zijn beeltenis is te vinden in de geveltop van het gebouw. Het parochiehuis werd gebouwd door de architect C.P.W. Dessing, die enkele jaren daarvoor ook de Gouwekerk van de Sint-Jozefparochie te Gouda had gebouwd. Het pand bezit nog op de gevel een oude wijknummering van Gouda, vergezeld van een Latijnse groet: "Salve Wijk B 177".
Later werd het gebouw gebruikt als biljartcentrum en als opleidingsinstituut voor de politie in Zuid-Holland. Het gebouw wordt onder meer gebruikt als kunstgalerie, de bovenverdieping wordt bewoond.
Het gebouw is erkend als een gemeentelijk monument.

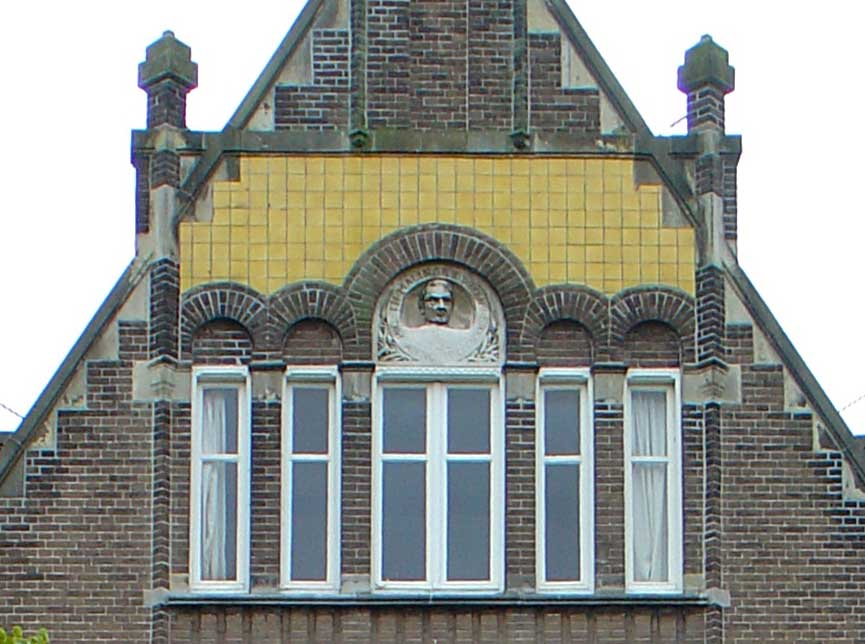
Het reliëf van pastoor Malingré in de geveltop